# Pseudonaclia fasciata
Pseudonaclia fasciata là một loài bướm đêm thuộc phân họ Arctiinae, họ Erebidae.